# Фарино, Джулиан
Джулиан Фарино (англ. Julian Farino) — английский продюсер кино и телевидения и режиссёр, который был спортивным редактором Книги рекордов Гиннесса и который возможно наиболее известен своей работой режиссёра сериала «Красавцы» и продюсера различных фильмов Великобритании. Фарино родился и вырос в Лондоне и учился в Кембриджском университете. Он начал снимать документальные фильмы на Granada Television в Англии, делая последовательность обзорных фильмах о дрэг-квинах, молодых классических музыкантах, развлекателях детей и боксёрах.
Его кинодрамы в Великобритании включают адаптацию «Нашего общего друга» Чарльза Диккенса, которая выиграла 4 премии BAFTA, включая Лучшую драму; «Боб и Роуз», романтическую комедию, которая выиграла премию Британской комедии как Лучший сериал; и «Плоть и кровь», с Кристофером Экклстоном в главной роли. Также он был режиссёром «Последнего жёлтого» для BBC Films с Самантой Мортон и Марком Эдди в главных ролях, и «Байрона», байопика о поэте-романтике с Джонни Ли Миллером и Ванессой Редгрейв в главных ролях.
Фарино переехал в США в 2004 году, чтобы работать на HBO, и он был режиссёром многих эпизодов первых трёх сезонов «Красавцев». Он остался работать над сериалами «Большая любовь» и «Рим» и получил четыре номинации на «Эмми» и три номинации на DGA. Он был исполнительным продюсером и режиссёром телешоу HBO «Как преуспеть в Америке». В 2010 году, Фарино стал режиссёром фильма «Любовный переплёт» с Хью Лори и Лейтон Мистер в главных ролях, его первого полнометражного фильма в США. Премьера фильма состоялась на Кинофестивале в Торонто и был выпущен 5 октября 2012 года. Фарино обосновался в Лос-Анджелесе, где он живёт со своей женой, актрисой Бранкой Катич, и их двумя сыновьями, Луи и Джо.

## Фильмография
- Любовный переплёт / The Oranges (2011) фильм
- Как преуспеть в Америке / How to Make It in America (2010) телесериал
  - эпизод 1.01 «Пилот»[1]
  - эпизод 1.02 «Хруст»[2]
  - эпизод 1.03 «Наброски, джинсы + доллары»[3]
  - эпизод 1.04 «Несчастливый день рождения»[4]
  - эпизод 1.08 «Никогда не сдавайся»[5]
  - эпизод 2.01 «Я хорош»[6]
  - эпизод 2.01 «В или из»[7]
- Офис / The Office (2006) телесериал
  - эпизод 3.11 «Возвращение из отпуска»
  - эпизод 4.08 «Показания»
- Большая любовь / Big Love (2006) телесериал
  - эпизод 1.09 «Барбекю для Бетти»
  - эпизод 1.12 «Церемония»[8]
  - эпизод 2.12 «О, пионеры»[9]
- Рим / Rome (2005) телесериал
  - эпизод 1.04 «Кража у Сатурна»
- Красавцы / Entourage (2004) телесериал
  - эпизод 1.02 «Рецензия»
  - эпизод 1.03 «Шоу Киммела»
  - эпизод 1.06 «Бьюзи и пляж»
  - эпизод 1.08 «Нью-Йорк»
  - эпизод 2.01 «Парни снова в городе»
  - эпизод 2.03 «Особняк Аквамена»
  - эпизод 2.06 «Китайский квартал»
  - эпизод 2.07 «Дети Сандэнса»
  - эпизод 2.09 «Я тебя тоже люблю»
  - эпизод 2.10 «Бат Мицва»
  - эпизод 2.13 «Бегство»
  - эпизод 2.14 «Бездна»
  - эпизод 3.01 «Аква-мама»
  - эпизод 3.02 «Один день в долине»
  - эпизод 3.03 «В подчинении у дома»
  - эпизод 3.09 «Вегас, детка, Вегас!»
  - эпизод 3.10 «Хочу, чтобы меня угомонили»
  - эпизод 3.12 «Ари, прости»
  - эпизод 3.13 «Чуть меньше тридцати»
  - эпизод 3.15 «Сумасшедший понедельник»
  - эпизод 4.08 «Стол Гэри»
  - эпизод 5.05 «Галлюциногенное дерево»
  - эпизод 6.06 «Ложь Мёрфи»
- Секс в большом городе / Sex and the City (1998) телесериал
  - эпизод 6.17 «Холодная война»
  - эпизод 6.18 «Шлёп»
- Coronation Street / Coronation Street (1960) телесериал